# Balgach
Balgach är en ort och kommun i distriktet Rheintal i kantonen Sankt Gallen, Schweiz. Kommunen har 5 139 invånare (2023).
I kommunen ligger också en del av orten Heerbrugg.